# Nora Monsecour
Nora Monsecour (* 19. Januar 1996) ist eine belgische Tänzerin. Bekannt ist sie aus der Fernsehshow BBC Young Dancer in der Kategorie zeitgenössischer Tanz. Darüber hinaus lieferte sie mit ihrem Leben und tänzerischen Werdegang als Transgender-Frau die erzählerische Grundlage für den Film Girl aus dem Jahr 2018, in dessen Entstehungsprozess sie Jungregisseur Lukas Dhont inhaltlich und choreografisch unterstütze.

## Karriere
Monsecour fing mit neun Jahren an der Royal Ballet School in Antwerpen an zu tanzen. Mit 14 Jahren wurde sie aus der Welt des Balletts ausgeschlossen, in der es aus ihrer Erfahrung sehr um eine klare Unterscheidung von männlich und weiblich gehe. Daraufhin begann sie zeitgenössischen Tanz zu studieren. Zunächst an der MUDA, Schule für zeitgenössischen Tanz, in Belgien. Zuletzt an der Northern School of Contemporary Dance in Leeds (UK), wo sie 2018 ihre Ausbildung beendete. Das Angebot, die Hauptrolle im Film Girl zu übernehmen, lehnte sie aus der Motivation heraus ab, nicht ausschließlich für ihre Transgender-Identität bekannt zu werden.
Während ihrer Ausbildung arbeitete Nora bereits am Royal Ballet of Flanders und mit verschiedensten Künstlern wie Gary Clarke, Francesco Scavetta und Avatâra Ayuso zusammen. 2017 kam sie bis ins Finale der BBC Fernsehshow BBC Young Dancer in der Kategorie Zeitgenössischer Tanz. In der Spielzeit 2018/19 wurde sie als Apprentice im [tanzmainz] Ensemble aufgenommen. Seit der Spielzeit 2019/2020 ist sie als festes Mitglied bei tanzmainz engagiert und war dort in Soul Chain und Freiheit zu erleben. 2020/21 ist Nora bei tanzmainz in Extra Time, der Wiederaufnahme von Soul Chain und in der Neuproduktion The Cell (UA) zu sehen.

## Leben
Monsecour hat einen eineiigen Zwillingsbruder, der Profi-Fußballer ist.
Der kontrovers diskutierte Film Girl ist aus Nora Monsecours Sicht eine Nacherzählung ihrer persönlichen Entwicklungsgeschichte und sei nicht als Repräsentation aller Erfahrungen von Transgender-Personen zu sehen. Sie beschreibt den Prozess der Entstehung und Veröffentlichung des Films Girl als „befreiend“. Den Film zu sehen, habe sie stolz auf ihre persönliche Reise zu sich selbst gemacht. Sie habe in ihrem Leben sehr damit gekämpft, transgender zu sein, da sie selbst sich immer klar als Frau gesehen habe. Lange habe sie versucht, sich hinter der Maske des perfekten Mädchens zu verstecken. Zu erleben, wie viele Menschen den Film wertschätzen konnten, habe sie ermutigt, sich auch selbst mehr wertzuschätzen. Heute könne sie zu sich als Transgender-Frau stehen. Bei der Bezeichnung handele es sich dennoch um ein Etikett, welches nicht sie, sondern die Welt ihre gebe. Wenn es gelänge, dass Menschen transgender als eine weitere, normale Möglichkeit der menschlichen Existenz anerkennen, würde dies aus ihrer Sicht viele Probleme lösen.
Im Zuge der Veröffentlichung von Girl berichteten Fernsehsender wie 3Sat über Monsecours Geschichte.